# Azanuy-Alins
Azanuy-Alins (Sanui i Alins en catalán) es un municipio y villa de España, perteneciente a la comarca de la Litera, en el este de la provincia de Huesca, comunidad autónoma de Aragón, a 75,9 km de Huesca. Tiene un área de 51 km² con una población de 177 habitantes (INE 2021) y una densidad de 3,67 hab/km². El código postal es 22421.

## Núcleos del municipio
Actualmente, lo que se conoce como municipio de Azanuy-Alins comprende los siguientes núcleos:
- Alins del Monte[6]
- Azanuy

## Geografía
Situada al sur de la sierra de la Carrodilla. A doce kilómetros de Monzón y a quince de Binéfar.

### Localidades limítrofes
Limita con Estadilla al norte, con Calasanz al norte y al este, con San Esteban de Litera al sur, con Almunia de San Juan al sur y al oeste y con Fonz al oeste.
Al municipio se puede acceder de varias maneras. Desde Monzón a través de la carretera autonómica (A1237) que pasa por Almunia de San Juan; desde Binéfar, por la A133 pasando por San Esteban de Litera; y desde Barbastro, por la nacional 123 hasta el puente las Pilas, desde donde la carretera autonómica A133 nos lleva a Estadilla y a Azanuy.
Para llegar a Alíns del Monte, a la entrada de Azanuy, a la altura del molino de aceite, la carretera HU-V-9011 nos acerca a dicha localidad.

## Administración y política
| Período                                        | Alcalde                                         | Partido       |  |
| ---------------------------------------------- | ----------------------------------------------- | ------------- |  |
| 1979-1983                                      | Francisco Gimeno Chela                          | Independiente |  |
| 1983-1987                                      | Félix Sancho Sobrevía (desde el 03/12/1985)     | Independiente |  |
| 1987-1991                                      | José Gimeno Castillazuelo (desde el 30/06/1987) | Independiente |  |
| 1991-1995                                      | Joaquín Avellana Lasierra (desde el 15/06/1991) | PAR           |  |
| 1995-1999                                      | Carlos Figuera Vidal (desde el 17/06/1995)      | PAR           |  |
| 1999-2003                                      | Joaquín Avellana Lasierra                       | PAR           |  |
| 2003-2007                                      | Carlos Figuera Vidal                            | PAR           |  |
| 2007-2011                                      | Joaquín Avellana Lasierra                       | PAR           |  |
| 2011-2015                                      | Enrique José Blanc Marqués                      | PAR           |  |
| 2015-2017 2017-2019 \|\| Ana Sobrevía Pociello | Enrique José Blanc Marqués                      | PAR           |  |
| 2019-2023                                      | Juan José Campodarve Salvador                   | PSOE          |  |
| 2023                                           | Luis Ángel Zorigel Peruga                       | PP            |  |

| Partido político    | Partido político                                   | 2003   | 2007   | 2011   | 2015   | 2019   | 2023   |
| Partido político    | Partido político                                   | Ediles | Ediles | Ediles | Ediles | Ediles | Ediles |
|                     | Partido Aragonés (PAR)                             | 4      | 4      | 3      | 3      | —      | —      |
|                     | Partido de los Socialistas de Aragón (PSOE-Aragón) | 1      | 1      | 1      | 2      | 2      | 2      |
|                     | Partido Popular de Aragón (PP)                     | —      | —      | 1      | —      | 2      | 3      |
|                     | Podemos                                            | —      | —      | —      | —      | 1      | —      |
| Total de concejales | Total de concejales                                | 5      | 5      | 5      | 5      | 5      | 5      |

## Demografía
Azanuy-Alins cuenta con una población de 183 habitantes (INE 2024).
| Gráfica de evolución demográfica de Azanuy-Alins entre 1970 y 2021 |
| |
| Población de derecho según los censos de población del INE Población de hecho según los censos de población del INEEntre el censo de 1970 y el anterior, aparece este municipio porque se fusionan los municipios 22511 (Alins del Monte) y 22521 (Azanuy) |

| 1900  | 1910 | 1930 | 1940 | 1950 | 1960 | 1970 | 1978 | 1991 | 1996 | 2001 | 2004 | 2008 | 2011 | 2021 |
| ----- | ---- | ---- | ---- | ---- | ---- | ---- | ---- | ---- | ---- | ---- | ---- | ---- | ---- | ---- |
| 1.118 | -    | -    | -    | 674  | -    | -    | 338  | 259  | 239  | 204  | 179  | 187  | 175  | 177  |

## Patrimonio
- Azanuy cuenta con la moderna ermita dedicada a Santa Bárbara y una iglesia parroquial dedicada a Nuestra Señora de la Asunción del siglo XVIII.
- Alins del Monte conserva una iglesia románica dedicada a San Juan Bautista y restos de un castillo que se supone de época islámica.

## Fiestas

### Azanuy
- 20 de enero. Fiesta mayor sustituida por una semana cultural en honor de San Sebastián, en la que se organizan conferencias sobre muy diversos temas. A lo largo de sus 45 ediciones (año 2023) han acudido a Azanuy personajes como Manuel Gutiérrez Mellado, exministro y teniente general en la reserva (en 1986); Hipólito Gómez de las Roces, presidente del Gobierno de Aragón (en 1991); Víctor Fernández, entrenador del Real Zaragoza (en 1995). En 1999 se celebró un importante concierto de tres grandes artistas de la música aragonesa: José Antonio Labordeta, Joaquín Carbonell y La Ronda de Boltaña. Además, todos los años los niños y niñas de la escuela representan una obra teatral y el día del santo se celebra misa y procesión. Es tradicional el encendido de hogueras alrededor de las que se comparte comida y bebida entre vivas a San Sebastián.
- 29 de abril. Fiestas en honor de San Pedro de Verona. Se celebran distintas actividades: misa y procesión, baile, concursos, etc.
- Fiestas de verano. Se disfrutan el último fin de semana de julio o el primero de agosto. De jueves a domingo tienen lugar actos como el pasacalles del remojón acompañado de una charanga, noches de baile y disco-móvil, cena popular, parque acuático en las piscinas municipales, sesión de jotas, campeonato de palistroc, etc.

### Alíns del Monte
- Las fiestas mayores se celebran el primer o segundo fin de semana de agosto. Comienzan el viernes con diversos concursos, cine al aire libre y –últimamente– con un grupo de rock. El sábado se hace una tirada al plato, con almuerzo popular y sesiones de baile. El domingo se celebran los actos religiosos con una misa baturra, ronda por el pueblo y comida popular, seguida de un festival de jotas o algún concierto musical.

## Personas célebres relacionadas con el municipio
- Teodoro Noguera Rivarola (Azanuy 1863-Buenos Aires 1942). El padre escolapio Teodoro Noguera Rivarola fue profesor de matemáticas en la Universidad Pontificia de Zaragoza. Se trasladó a América en 1902, donde desarrolló sus actividades apostólicas y docentes en Argentina, Chile y Bolivia. Como escritor y poeta ganó concursos literarios en Lérida y Burgos. La plaza mayor del pueblo lleva su nombre.
- José Calasanz Marqués (1872-1936), sacerdote salesiano y beato.
- José María Castro y Calvo (1903-1987), escritor, catedrático de la Universidad de Barcelona y académico de la Acadèmia de Bones Lletres de Barcelona.

## Economía

### Evolución de la deuda viva municipal
| Gráfica de evolución de Deuda viva del Ayuntamiento de Azanuy-Alins entre 2008 y 2019                                |
| |
| Deuda viva del Ayuntamiento de Azanuy-Alins en miles de Euros según datos del Ministerio de Hacienda y Ad. Públicas. |